# Joe Riley (cầu thủ bóng đá, sinh 1996)
Joe Riley (sinh 6 tháng 12 năm 1996) là cầu thủ bóng đá người Anh đang thi đấu cho câu lạc bộ Carlisle United.

## Sự nghiệp

### Manchester United
Sinh ra tại Blackpool, Lancashire, Riley gia nhập Manchester United. Anh thi đấu ở vị trí tiền vệ trước khi được kéo xuống đá hậu vệ trái ở đội U21.
Anh có lần đầu tiên có tên trong đội hình United vào ngày 18 tháng 2 năm 2016 khi ngồi dự bị trong trận thua Midtjylland 2–1 ở UEFA Europa League. Anh ra mắt đội một khi vào sân thay cho Cameron Borthwick-Jackson trong trận gặp Shrewsbury Town tại vòng 5 Cúp FA 2015-16. Ngày 25 tháng 2 năm 2016, do Chris Smalling bị chấn thương, Riley có lần đầu đá chính trong trận lượt về gặp Midtjylland ở UEFA Europa League, đây cũng là trận đấu trình làng" của Marcus Rashford.